# Хендерсон, Дейв
Дейв Хе́ндерсон (англ. и фр. Dave Henderson, родился 13 марта 1952 в Виннипеге) — французский хоккеист франкоканадского происхождения, главный тренер сборной Франции по хоккею с 2004 года.

## Биография
Выступал на позиции нападающего. Всю свою карьеру провёл в команде «Амьен», некоторое время был играющим тренером (с этим клубом выиграл титул чемпиона Франции в 1999 году). За сборную Франции играл на чемпионате мира 1981 года в группе C.
После «Амьена» Дейв Хендерсон в течение 5 лет работал главным тренером молодёжной сборной Франции.
В 2004 году возглавил сборную Франции и руководит ей и по сей день: команда сумела выбраться в 2007 году в Высший дивизион после нескольких лет неудач, а высшим достижением при нём стало 9-е место на чемпионате мира 2012 года (команда остановилась в шаге от выхода в плей-офф).
Его сын Бриан Хендерсон также является хоккеистом и входит в состав  сборной Франции.